# Pilou Asbæk
Johan Philip «Pilou» Asbæk ([piˈluː ˈæːsbɛɡ] Copenhague, 2 de marzo de 1982) es un actor danés conocido por interpretar a Kasper Juul en la serie de televisión Borgen y a Euron Greyjoy en Juego de tronos.

## Primeros años de vida
Es hijo de los galeristas Jacob Asbæk y Maria Patricia Tonn Asbæk. Tiene dos hermanos mayores, Thomas Asbæk, consultor de arte en Asbæk Art Consulting, y Martin Asbæk, dueño de una galería en la Galería Martin Asbæk.
Se graduó en la Escuela Nacional de Teatro en verano del 2008. 
Es pareja de la actriz Anna Bro, con la que tiene una hija, Agnes Asbæk, nacida el 31 de diciembre de 2012.

## Carrera
Antes de ser admitido en la Escuela Nacional de Teatro, fue protagonista de Nederdrægtighedens Historie en el teatro Comedievognen. También apareció en las obras Folk og røvere i Kardemomme en el på Bellevue Teatret y en Core en el Østre Gasværk Teater en 2008.
En 2008 tuvo el papel protagonista como Teis en la película dramática To verdener. 
En 2010 se unió al elenco de la serie Borgen donde interpretó a Kasper Juul, el jefe de prensa de la primera ministra Birgitte Nyborg, hasta el 2013. 
Ese mismo año interpretó el papel de Rune en la película carcelaria R (la cual fue rodada en la antigua prisión estatal de Horsens), por su interpretación al año siguiente ganó el premio Bodil en la categoría de "mejor actor protagonista". 
En el 2011 durante el Festival Internacional de Cine de Berlín fue uno de los galardonados con el premio "Shooting Star" (siendo uno de los diez jóvenes actores europeos designados). 
En agosto del 2013 interpretó a Simon Spies en la película Spies & Glistrup. Ese mismo año apareció como personaje recurrente de la tercera temporada de la popular serie The Borgias donde interpretó al condotiero Paolo Orsini. 
Fue presentador del Festival de la Canción de Eurovisión 2014 celebrado en Copenhague junto a Lise Rønne y Nikolaj Koppel.
En 2014 fue uno de los protagonistas de la serie histórica danesa 1864. También participó en Fasandræberne, estrenada en España como "Profanación", segunda película de la serie del Departamento Q, basada en los libros de Jussi Adler-Olsen.
En 2015, protagonizó el filme Krigen (A War), en la que interpreta a un soldado en Afganistán. La película fue nominada al Óscar a la mejor película de habla no inglesa.
A principios de septiembre del 2015 se anunció que Johan había sido escogido para interpretar a Euron Greyjoy durante la sexta temporada de la popular y exitosa serie Juego de tronos, la cual se estrenó en 2016. Euron es el despiadado y ambicioso tío de Theon Greyjoy y capitán del "Silencio".
En mayo de 2017 se anunció que Pilou se había unido al elenco de la película de guerra Overlord.
En 2023 se estrenó el largometraje danés Når befrielsen kommer (ing.: Before it ends; esp.: Cuando termine la guerra),  en la que Asbæk interpreta a Jacob, director de un internado masculino.

## Filmografía

### Películas
| Año  | Título                     | Rol                    | Notas        |  |
| ---- | -------------------------- | ---------------------- | ------------ |  |
| 2008 | To verdener                | Teis                   |              |  |
| 2008 | Comeback                   | Kris                   |              |  |
| 2008 | Dig og mig                 | Oliver                 |              |  |
| 2009 | Den Fremmede               | Den Mørkhårede         | Cortometraje |  |
| 2009 | Monsterjægerne             | Søren                  |              |  |
| 2010 | R                          | Rune                   |              |  |
| 2010 | En familie                 | Peter                  |              |  |
| 2010 | Venus                      | Rasmus                 | Cortometraje |  |
| 2010 | The Whistleblower          | Bas                    |              |  |
| 2011 | Bora Bora                  | Jim                    |              |  |
| 2012 | Kapringen                  | Mikkel Hartmann        |              |  |
| 2013 | Spies & Glistrup           | Simon Spies            |              |  |
| 2014 | Lucy                       | Richard                |              |  |
| 2014 | Kapgang                    | Onkel Kristian         |              |  |
| 2014 | Fasandræberne              | Ditlev Pram            |              |  |
| 2014 | Stille hjerte              | Dennis                 |              |  |
| 2015 | 9. april                   | Sekondløjtnant Sand    |              |  |
| 2015 | Krigen                     | Claus Michael Pedersen |              |  |
| 2016 | Ben-Hur                    | Poncio Pilato          |              |  |
| 2016 | La gran muralla            | Bouchard               |              |  |
| 2017 | Ghost in the Shell         | Batou                  |              |  |
| 2017 | Woodshock                  | Keith                  |              |  |
| 2018 | The Guardian Angel         | Anders Olsen           |              |  |
| 2018 | Overlord                   | Wafner                 |              |  |
| 2022 | Samaritan                  | Cyrus                  |              |  |
| 2023 | Hidden Strike              | Owen Paddock           |              |  |
| 2023 | Aquaman y el Reino Perdido | Kordax                 |              |  |
| 2023 | Cuando termine la guerra   | Jacob                  |              |  |
| 2024 | I.S.S.                     | Alexey Pulov           |              |  |
| 2024 | El misterio de Salem's Lot | R. T. Straker          |              |  |

### Series de televisión
| Año       | Título            | Personaje         | Notas                      |
| --------- | ----------------- | ----------------- | -------------------------- |
| 2008      | Deroute           | Mulvad            | 3 episodios                |
| 2009      | The Killing       | David Grüner      | episodio # 2.3             |
| 2009-2010 | Blekingegade      | Carsten Nielsen   | 3 episodios - miniserie    |
| 2010-2013 | Borgen            | Kasper Juul       | 29 episodios               |
| 2013      | The Borgias       | Paolo Orsini      | 7 episodios                |
| 2014      | 1864              | Didrich           | 8 episodios                |
| 2016      | Stag              | Neils             | episodio # 1.1 - miniserie |
| 2016-2019 | Game of Thrones   | Euron Greyjoy     | 9 episodios                |
| 2020      | The investigation | Jakob Buch-Jepsen | 6 episodios - miniserie    |

## Premios y nominaciones
| Año  | Categoría              | Premio       | Película         | Resultado |
| ---- | ---------------------- | ------------ | ---------------- | --------- |
| 2014 | Mejor Actor            | Robert Award | Spies & Glistrup | Nominado  |
| 2013 | Mejor Actor de Reparto | Robert Award | Kapringen        | Nominado  |
| 2013 | Mejor Actor            | Bodil Award  | Kapringen        | Nominado  |
| 2012 | Mejor Actor de Reparto | Robert Award | En familie       | Nominado  |
| 2012 | Mejor Actor de Reparto | Bodil Award  | En familie       | Nominado  |
| 2011 | Mejor Actor            | Robert Award | R                | Ganador   |
| 2011 | Mejor Actor            | Bodil Award  | R                | Ganador   |
| 2011 | Mejor Actor            | Zulu Award   | R                | Nominado  |